# South-Downs-Nationalpark
Der South Downs Nationalpark (englisch South Downs National Park) ist der Jüngste der insgesamt 15 Nationalparks im Vereinigten Königreich.
Der Park liegt in den Grafschaften Hampshire, West Sussex und East Sussex im südlichen England und erstreckt sich dort über eine Fläche von rund 1627 km².